# Albert (Frankrig)
 For alternative betydninger, se Albert. (Se også artikler, som begynder med Albert)
Albert er en by i Frankrig (i departementet Somme i regionen Hauts-de-France). Albert ligger halvvejs mellem Amiens og Bapaume. Byen blev grundlagt i romertiden i 54 f.Kr. Under 1. verdenskrig fandt Slaget ved Somme sted nær ved Albert.